# Worton (Maryland)
Worton – jednostka osadnicza w Stanach Zjednoczonych, w stanie Maryland, w hrabstwie Kent.